# کنگره

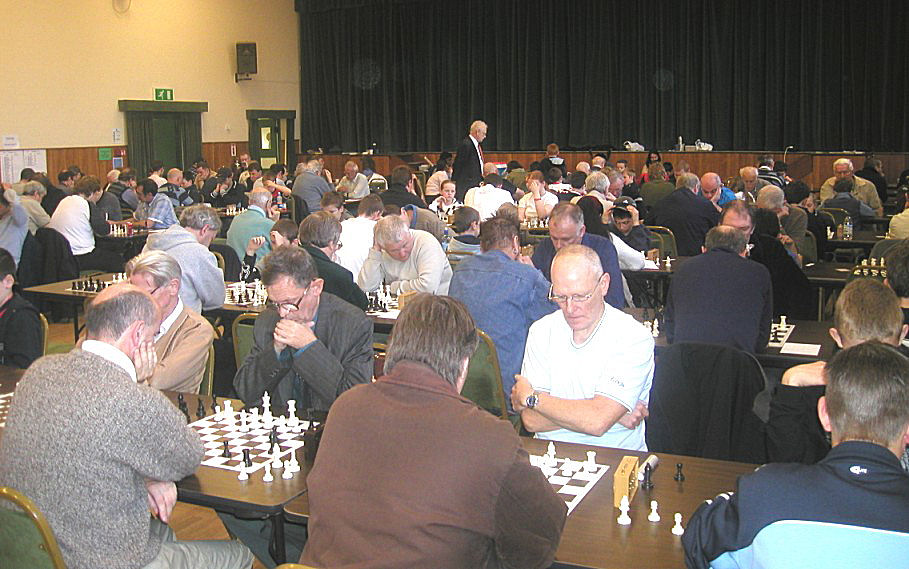
کنگره شطرنج.

همایش یا کُنگِرِه گونه‌ای از گردهم‌آیی است.
در لغت‌نامه دهخدا در خصوص معنی کلمه کنگره چنین آمده‌است:

«[ک ُ گ ِ رِ] (فرانسوی، اِ)، مجمعی از سران دولت، نمایندگان ممالک یا دانشمندان که دربارهٔ مسایل سیاسی، اقتصادی، علمی و غیره بحث کنند. (لغت نامه دهخدا)»

در فرهنگ فارسی معین نیز در خصوص معنی کلمه کنگره چنین آمده‌است:

«(کُ گْ یا گِ رِ) [ فر. ] (اِ.) مجلسی متشکل از نمایندگان چند دولت یا عده ای دانشمند برای بحث و گفتگو، همایش (فره ). (فرهنگ فارسی معین)»

از نظر لغوی، کنگره به معنای گردهم آمدن تعداد افراد بیشتری در حدود چندین هزار نفر می‌باشد که در حیطه تخصصی متشابه مانند علمی، حرفه‌ای، فرهنگی و دیگر زمینه‌ها به‌منظور تبادل‌نظرات و ایده‌ها دورهم جمع می‌آیند. کنگره اغلب در خصوص تبادل‌نظر در مورد موضوع یا مسئله خاص می‌باشد و به‌منظور حل یا بیان نقطه نظرات، کنگره برگزار می‌شود. شاید این‌طور بیان داشت که کنگره ازلحاظ معنا با اجلاس یا همایش ازلحاظ اهمیت موضوع و تعداد گردهمایی شرکت‌کنندگان دارای تفاوت‌های جزئی می‌باشند. برخی از کنگره‌ها می‌تواند در چندین روز یا چندین جلسه برگزار شود که در اجلاس یا همایش همچنین گزینه‌ای وجود ندارد. کنگره می‌تواند با اهداف مشخصی در سطح ملی، بین‌المللی برگزار شود. کنگره می‌تواند اهدافی مانند حل موضوع یا مسئله، بیان موضوع، تبادل‌نظرات و بیان پیشنهادها را دنبال نماید. در اجلاس یا همایش اغلب هدف در سطح بیان نظرات و تبادل ایده‌ها بسنده می‌نماید.
کنگره دیدار رسمی نمایندگان از کشورهای گوناگون یا ایالت‌های درون یک کشور یا سازمان‌های مستقل (مانند اتحادیه‌های تجاری) است.
به عبارت دیگر کنگره یعنی همایشی از آگاهان، صاحب‌نظران و دانشمندان برای بحث و گفت‌وگو پیرامون مسائل سیاسی، علمی، هنری و همانند آن. هم‌چنین به مجمعی که از سران دولت‌ها، نمایندگان کشورها یا دانشمندان تشکیل می‌شود تا در باب مسایل سیاسی، اقتصادی و علمی بحث کنند، کنگره گفته می‌شود.
کنگره‌ها بیشتر برای بحث دربارهٔ یک موضوع ویژه برپا می‌شوند. شرکت در کنگره برای ارائه و بحث موضوع تنها توسط اعضا و سازمان‌های حمایت‌کننده مالی انجام می‌گیرد. کنگره معمولاً با برنامه‌ریزی قبلی و به صورت سالیانه یا چندساله برپا می‌شود. بیشتر کنگره‌های بین‌المللی و جهانی به صورت سالیانه برگزار می‌شوند. کنگره غالباً برای چند روز طول می‌کشد و دارای چندین جلسه هم‌زمان است.
واژه کنگره از زبان فرانسوی وارد فارسی شده‌است. 